# Zakochany Paryż
Zakochany Paryż (fr. Paris, je t'aime, ang. Paris, I Love You) – francusko-niemiecko-szwajcarsko-liechtensteiński melodramat z 2006 roku.

## O filmie
Film składa się z osiemnastu krótkich historii miłosnych opowiedzianych przez 20 znanych reżyserów z całego świata, każda nowela przedstawia wydarzenia rozgrywające się w innej dzielnicy Paryża. W filmie ukazane są różne spojrzenia na uczucie, jakim jest miłość.

## Obsada i twórcy

### Nowela „Quartier des Enfants Rouges”
- Reżyseria i scenariusz: Olivier Assayas
- Zdjęcia: Eric Gautier
- Montaż: Luc Barnier
- Obsada:
  - Maggie Gyllenhaal − Liz
  - Lionel Dray − Ken
  - Nicolas Maury − Jeff
  - Laetitia Spigarelli − garderobiana
  - Joana Preiss − Maryse

### Nowela „Quartier Latin”
- Reżyseria: Gérard Depardieu i Frédéric Auburtin (przejścia)
- Scenariusz: Gena Rowlands
- Zdjęcia: Pierre Aïm
- Montaż: Simon Jacquet
- Obsada:
  - Gena Rowlands − Gena
  - Ben Gazzara − Ben
  - Gérard Depardieu − szef

### Nowela „Quais de Seine”
- Reżyseria: Gurinder Chadha
- Scenariusz: Paul Mayeda Berges i Gurinder Chadha
- Zdjęcia: David Quesemand
- Montaż: Simon Jacquet
- Obsada:
  - Leïla Bekhti − Zarka
  - Cyril Descours − François
  - Julien Beramis − Arnaud
  - Thomas Dumerchez − Manu
  - Salah Teskouk − dziadek Zarki
  - Daniely Francisque − dziewczyna w czerni #1
  - Audrey Fricot − dziewczyna w czerni #2

### Nowela „Tour Eiffel”
- Reżyseria i scenariusz: Sylvain Chomet
- Zdjęcia: Eric Guichard
- Obsada:
  - Yolande Moreau − kobieta-mim
  - Paul Putner − mim
  - Dylan Gomong − mały Jean-Claude
  - Isabelle Patey − policjantka
  - Emmanuel Layotte − kelner w kawiarni
  - Madeleine Malroux − kobieta pijąca kawę #1
  - Simone Malroux − kobieta pijąca kawę #2
  - Alexandre Bourguignon − kloszard

### Nowela „Tuileries”
- Reżyseria i scenariusz: Joel i Ethan Coenowie
- Zdjęcia: Bruno Delbonnel
- Obsada:
  - Steve Buscemi − turysta
  - Julie Bataille − Julie
  - Axel Kiener − Axel
  - Gulliver Hecq − dziecko w metrze
  - Frankie Pain − matka w metrze

### Nowela „Bastille”
- Reżyseria i scenariusz: Isabel Coixet
- Zdjęcia: Jean-Claude Larrieu
- Montaż: Simon Jacquet
- Obsada:
  - Miranda Richardson − kobieta w czerwonym płaszczu
  - Sergio Castellitto − mąż
  - Leonor Watling − kochanka
  - Javier Cámara − onkolog
  - Emilie Ohana − dziewczyna w czerwieni
  - Emmanuel Finkiel − głos kończący

### Nowela „Père-Lachaise”
- Reżyseria i scenariusz: Wes Craven
- Zdjęcia: Maxime Alexandre
- Montaż: Stan Collet
- Obsada:
  - Emily Mortimer − Frances
  - Rufus Sewell − William
  - Alexander Payne − Oscar Wilde

### Nowela „Parc Monceau”
- Reżyseria i scenariusz: Alfonso Cuarón
- Zdjęcia: Michael Seresin
- Montaż: Alex Rodríguez
- Obsada:
  - Nick Nolte − Vincent
  - Ludivine Sagnier − Claire
  - Sara Martins − Sara

### Nowela „Porte de Choisy”
- Reżyseria: Christopher Doyle
- Scenariusz: Christopher Doyle, Gabrielle Keng i Rain Li
- Zdjęcia: Rain Li
- Obsada:
  - Li Xin − madame Li
  - Barbet Schroeder − monsieur Henny
  - Hélène Patarot − kobieta ukrywająca Chinkę
  - Aurélien Blain-King − buddyjski mnich
  - Xing Xing Cheng − stara Chinka
  - Laurencina Lam − młoda Chinka (niewymieniona w napisach)

### Nowela „Pigalle”
- Reżyseria i scenariusz: Richard LaGravenese
- Montaż: Simon Jacquet
- Obsada:
  - Fanny Ardant − Fanny
  - Bob Hoskins − Bob
  - Chany Sabaty − striptizerka

### Nowela „Quartier de la Madeleine”
- Reżyseria i scenariusz: Vincenzo Natali
- Muzyka: Michael Andrews
- Zdjęcia: Tetsuo Nagata i Gérard Sterin
- Obsada:
  - Elijah Wood − młody turysta
  - Olga Kurylenko − wampirzyca
  - Wes Craven − ofiara wampirzycy

### Nowela „14e arrondissement”
- Reżyseria: Alexander Payne
- Scenariusz: Alexander Payne i Nadine Eïd
- Zdjęcia: Denis Lenoir
- Montaż: Simon Jacquet
- Obsada:
  - Margo Martindale − Carol
  - Nathalie Kousnetzoff − fryzjer w 14-tej dzielnicy
  - Karleen Weber − profesor (głos)

### Nowela „Montmartre”
- Reżyseria i scenariusz: Bruno Podalydès
- Zdjęcia: Matthieu Poirot-Delpech
- Montaż: Anne Klotz
- Obsada:
  - Florence Muller − młoda kobieta
  - Bruno Podalydès − kierowca
  - Hervé Pierre − lekarz

### Nowela „Loin du 16e”
- Reżyseria i scenariusz: Walter Salles i Daniela Thomas
- Zdjęcia: Eric Gautier
- Obsada:
  - Catalina Sandino Moreno − Ana
  - Marina Moncade − matka

### Nowela „Place des Fêtes”
- Reżyseria i scenariusz: Oliver Schmitz
- Zdjęcia: Michel Amathieu
- Montaż: Isabel Meier
- Obsada:
  - Aïssa Maïga − Sophie
  - Seydou Boro − Hassan
  - Vincent Verdier − kolega
  - Georges Thibaut − kierownik parkingu
  - Adel Bencherif − złodziej gitary
  - Walid Afkir − zły chłopak
  - Jean-Christophe Barc − strażak

### Nowela „Place des Victoires”
- Reżyseria i scenariusz: Nobuhiro Suwa
- Zdjęcia: Pascal Marti
- Montaż: Hisako Suwa
- Obsada:
  - Juliette Binoche − Suzanne
  - Willem Dafoe − kowboj
  - Hippolyte Girardot − ojciec
  - Roxane Pelicier − Isis
  - Martin Combes − Justin

### Nowela „Faubourg Saint-Denis”
- Reżyseria i scenariusz: Tom Tykwer
- Muzyka: Reinhold Heil, Johnny Klimek i Tom Tykwer
- Zdjęcia: Frank Griebe
- Montaż: Mathilde Bonnefoy
- Obsada:
  - Natalie Portman − Francine
  - Melchior Beslon − Thomas

### Nowela „Le Marais”
- Reżyseria i scenariusz: Gus Van Sant
- Zdjęcia: Pascal Rabaud
- Obsada:
  - Marianne Faithfull − Marianne
  - Elias McConnell − Elie
  - Gaspard Ulliel − Gaspard
  - Christian Bramsen − drukarz